# Karl-Heinz Renneberg
Karl-Heinz Renneberg (Gelsenkirchen, 29 de enero de 1927-Herne, 21 de octubre de 1999) fue un deportista alemán que compitió para la RFA en remo. Participó en dos Juegos Olímpicos de Verano en los años 1952 y 1960, obteniendo una medalla de oro en Roma 1960 en la prueba de dos con timonel.

## Palmarés internacional
| Representando al Equipo Alemán Unificado |               |                |                 |
| Juegos Olímpicos                         |               |                |                 |
| Año                                      | Lugar         | Medalla        | Prueba          |
| 1960                                     | Roma (Italia) | Medalla de oro | Dos con timonel |